# No Reservations
No Reservations is een Amerikaanse film uit 2007 onder regie van Scott Hicks.

## Verhaal
Chef-kok Kate Armstrong (Catherine Zeta-Jones) is een perfectioniste die volledige controle heeft over haar keuken en volledig opgaat in haar werk. Het noodlot slaat toe wanneer ze op een dag een telefoontje krijgt. Hoewel ze in eerste instantie denkt dat het voor de tweede keer in korte tijd haar zus is, die met haar dochter Zoe (Abigail Breslin) een bezoekje wil brengen, blijkt de beller iemand vanuit het ziekenhuis. Kates zus heeft een auto-ongeluk gehad en is daarbij overleden, Zoe ligt in het ziekenhuis.
Terwijl Kate over de klap heen moet zien te komen, neemt ze ook de zorg voor Zoe op zich. Restauranteigenaar Paula (Patricia Clarkson) geeft haar een week verplicht verlof, maar heeft wel een vervanger voor Kate in de keuken nodig. Daarvoor neemt ze Nick (Aaron Eckhart) aan, die na Kates terugkeer aanblijft als souschef. Hij heeft alleen totaal andere ideeën over het eten dan zij, wat voor de nodige conflicten zorgt. Bovendien is Kate bang dat hij haar uit het restaurant wil verdringen, ondanks dat hij zegt het een eer te vinden van haar te mogen leren. Op persoonlijk vlak groeien de twee daarentegen naar elkaar toe. Dit komt niet in de laatste plaats doordat Nick uitstekend overweg kan met Zoe, daar waar Kate totaal niet kan omgaan met persoonlijke relaties.

## Rolverdeling
| Acteur               | Personage      |
| -------------------- | -------------- |
| Catherine Zeta-Jones | Kate Armstrong |
| Aaron Eckhart        | Nick           |
| Abigail Breslin      | Zoe            |
| Patricia Clarkson    | Paula          |
| Jenny Wade           | Leah           |
| Lily Rabe            | Bernadette     |